# ノエル・シャトレ
ノエル・シャトレ（Noëlle Châtelet、1944年10月16日 - ）はフランスの作家、大学教員。マルキ・ド・サドの研究者であり、主に身体、性（女性性、性転換）、老い（老人の性）、母娘関係、美の規範をテーマとする小説や随筆を発表している。自分の最期の日を決めた母ミレイユ・ジョスパンと過ごした3か月の記録『最期の教え』が10か国語以上に翻訳され、映画化された（映画邦題『92歳のパリジェンヌ』）。
兄は首相を務めたリオネル・ジョスパン、夫は哲学者のフランソワ・シャトレ。

## 生涯

### 背景
ノエル・シャトレは1944年10月16日、パリの南西ムードン（オー＝ド＝セーヌ県）でノエル・ジョスパン（Noëlle Jospin）として生まれた。父ロベール・ジョスパン（1899-1990）は労働インターナショナル・フランス支部の党員でプロテスタント。教員を務め、1944年から非行少年のための教育機関で教えていた。母ミレイユ・ジョスパン（1910-2002）は助産師であった。母は92歳の誕生日に子どもたちに自分の最期の日を決めたことを告げた。ノエルは最後の3か月間を共に過ごし、母の決意を受け入れ、母の死に備えた。この記録は死の2年後の2004年に『最期の教え』として発表された。
ノエルは4人兄弟姉妹（アニエス、リオネル、オリヴィエ、ノエル）の末子であり、7歳上の兄リオネル・ジョスパンは政治家・社会党員で1988年から1992年まで国民教育相、次いで1997年から2002年まで首相を務めた。
ノエルは10歳から18歳まで家族から離れて寄宿学校で学んだ。「寄宿学校で反逆心、連帯、友情 … すべてを学んだ」と述懐している。書くことが得意で、「作文」と「体育」（体操、水泳）は一等で卒業した。

### 執筆活動
19歳のときにリセのグランゼコール準備級の哲学教員であった19歳年上のフランソワ・シャトレと結婚。父には反対されたが、母が娘の結婚を認めなければ離婚すると主張して父を説得した。フランソワ・シャトレは1969年に前年の五月革命の精神を受け継ぐ開かれた大学としてヴァンセンヌ大学が設立された際に、ミシェル・フーコー、ジル・ドゥルーズとともに哲学科を創設した。ノエルはこの哲学科でドゥルーズに師事し、博士号を取得。審査員にはドゥルーズのほか、ロラン・バルトがいた。
ノエル・シャトレの研究課題は身体、性（女性性、性転換）、老い（老人の性）、母娘関係、（文化・社会によって課される）美の規範とそのような規範からの解放、食（文化）などであり、これらは短編集『口の物語』（1987年ゴンクール短編小説賞受賞）、『逆の意味（方向）に』、長編小説『青衣の女』、『雛罌粟の女』、『向日葵の少女』など「社会学的な小説」のテーマともなっている。
契機となったのは、夫フランソワに頼まれたマルキ・ド・サドの哲学テクストの編纂・解説であった（『攻撃のシステム』として1972年に刊行）。これはライフワークとなり、1994年に『ジュスティーヌあるいは美徳の不幸』に注釈を付し、序文を書いてガリマール社から刊行、さらに2011年にはサドとの架空の対談を随筆『サド侯爵との対談』として発表した（著書参照）。
身体と美の規範については、長編小説の代表作3作のほか、随筆『だまし絵 - 美容外科の国への旅』（改題『オーダーメイドの身体』）、両性具有をテーマとする小説『頭を下に』、顔面移植に関する記録文学『イザベルの口づけ』、さらに臓器提供に関するドキュメンタリー映画『鼓動する心臓』などがある。母娘関係については、身体、老い、死（特に尊厳死）との関連において母ミレイユとの最後の3か月を描いた代表作『最期の教え』を2004年に発表。高校生のルノードー賞を受賞し、10か国語以上に翻訳された（邦訳は2005年に初版、2015年にパスカル・プザドゥー監督が同名の映画を制作し、2016年に邦題『92歳のパリジェンヌ』（娘役はサンドリーヌ・ボネール）として封切られたときに新装版『最期の教え - 92歳のパリジェンヌ』が刊行された）。

### 最期の教え
ノエルは母ミレイユの死の選択は彼女が助産師であったことと無関係ではない、生涯にわたって命の誕生を助けてきたからこそ自らの命の終わりを決め、娘に心の準備をさせたのだという。彼女はフランス尊厳死協会（尊厳をもって死ぬ権利のための協会）の会員であった。また、性教育、人工妊娠中絶の合法化、緊急避妊薬の使用、日本の助産所に相当する「出産の家」の設置などのために闘い、女性器切除廃止のための女性グループ（Groupe de femmes pour l'abolition des mutilations sexuelles、GAMS）に参加し、死の前年（2001年）の助産師のストライキの際にもこれを支持し、メディアに登場していた。ノエルはこうした母が決めた最期までの3か月の間に、悲しみと恐怖を乗り越え、死を受け止めること、死を誕生と同じように自然なこととして受け止めることを学んだ、これは「母の贈り物」であったという。
ノエルは現在、尊厳死協会の後援会に参加し、尊厳死の合法化を求めている。

### 政治活動から教育活動へ
ノエル・シャトレは博士号取得後、研究活動と執筆活動を続ける傍ら、兄リオネル・ジョスパンの政治活動を支援した。1985年、彼女がまだ39歳のときに夫フランソワが死去し、1987年からリオネルが甲状腺機能亢進症を患っていたことから、二人はしばしば活動を共にするようになり、1995年の大統領選挙に社会党候補として立候補したリオネルのための支援委員会の結成に参加した。だが、1993年の移民法で滞在許可証の交付基準が厳格化されたことに抗議して、1996年夏に移民と彼らを支援する団体がパリ18区のサン＝ベルナール教会、次いで11区のサン＝タンブロワーズ教会を占拠した事件（1996年パリ・サン＝パピエ運動）を機に、政治家の家族が支援活動に参加するのは問題があると判断し、以後、執筆活動と教育活動に専念した。
1989年から1991年までフィレンツェ・アンスティチュ・フランセの学長、1995年から1999年まで作家・文学会館の共同会長を務め、1996年に文学者協会 (SGDL) の委員に就任し、2003年から副会長を務めている。
教員としては、パリ第11大学、次いでパリ第5大学のコミュニケーション学部の助教授としてクリエイティブ・ライティングの講座を担当した。

### その他の活動
また、早くから女優としても活躍し、ウーゴ・サンチャゴ監督の映画『他者（Les Autres）』（1974年）、トーマス・マンの長編小説『ブッデンブローク家の人々』のテレビ映画化作品、ジャック・トレブータ監督のテレビ映画『ベルリオーズの生涯』（1983年）などに出演。マルグリット・デュラス監督、デルフィーヌ・セイリグ主演の『バクスター、ヴェラ・バクスター』（1977年）で、ヴェラ・バクスターの女友達、狂騒の1920年代（Les Années folles）を背景に実在の女性銀行家マルト・アノーの生涯を描いたフランシス・ジロー監督の映画『華麗なる女銀行家』（1980年）では、ロミー・シュナイダーが演じる主人公のレズビアンの友人カミーユを演じた。

### 栄誉
2009年4月10日にレジオン・ドヌール勲章シュヴァリエ章を受章、2004年4月26日に国家功労勲章シュヴァリエ章を受章、2016年5月15日にオフィシエ章に昇格された。その他の受賞については以下を参照。

## 著書

### 短編集
- Histoire de bouches (口の物語), Mercure de France, Collection « Bleue », 1986 - 1987年ゴンクール短編小説賞 - 食をめぐる物語
- À Contre-sens (逆の意味（方向）に), Mercure de France, 1989, (新版) Gallimard, Collection « Folio » - 五感をめぐる短編5篇
- À table (ご飯ですよ), Éditions du May, 1992, (増補新版) Éditions de La Martinière, 2007

### 長編小説
- La Courte échelle (手助け), Gallimard, Collection « Folio », 1991 - グランゼコール・大学文学賞（Prix littéraire des grandes écoles et universités）[26]、45歳未満の作家の処女作に与えられるルネ・ファレ賞（フランス語版）[27]
- La Dame en bleu (青衣の女), Stock, 1996 - 女性作家に与えられるアカデミー・フランセーズのアンナ・ド・ノアイユ賞[28]
- La Femme Coquelicot (雛罌粟の女), Stock, 1997 - 2005年、ジェローム・フーロン（フランス語版）監督によりテレビ映画化、主演フランソワーズ・ファビアン（フランス語版）[29]
- Le Petite aux tournesols (向日葵の少女), Stock, 1999
- La Tête en bas (頭を下に), Seuil, 2002 - 両性具有 / 性転換をテーマに
- Madame George (ジョルジュ夫人), Seuil, Collection « Cadre Rouge », 2013 - ジョルジュ・サンドの家を舞台に

### 記録文学
- La Dernière Leçon, Seuil, 2004 - 高校生のルノードー賞、パスカル・プザドゥー（フランス語版）監督映画『92歳のパリジェンヌ』
  - 『最期の教え』相田淑子・陣野俊史訳、青土社、2005年、新装版『最期の教え - 92歳のパリジェンヌ』2016年
- Le Baiser d'Isabelle. L'Aventure de la première greffe du visage (イザベルの口づけ - 初の顔面移植のアヴァンチュール), Seuil, Collection « Biographies-Témoignages », 2007
- Au pays des Vermeilles (鮮紅色の国へ), Seuil, Collection « Cadre Rouge », 2009
- Suite à La Dernière Leçon (最期の教え続編), Seuil, 2015

### 編纂・解説
- Sade, Système de l'agression, choix et présentation des textes philosophiques par Noëlle Châtelet (サド - 攻撃のシステム - ノエル・シャトレによる哲学テクストの編纂・解説), Aubier Montaigne, 1972
- D.A.F de Sade, Justine ou les malheurs de la vertu de Sade (ジュスティーヌあるいは美徳の不幸), Gallimard, Collection « Imaginaire », 1994 - 序文・注釈

### ドキュメンタリー映画
以下、いずれもアンヌ・アンドルー（Anne Andreu）との共同制作
- À cœur battant (鼓動する心臓), Infrarouge sur France 2, 2007 - 臓器提供に関するテレビ番組
- Passion grand-mère (祖母の情熱), France 5, 2012 - 自由恋愛、男女平等、人工妊娠中絶の合法化のために闘った1968年五月革命の世代の女性が語る女性の問題[30]